# Wilfried Fischer
Wilfried Fischer (* 12. August 1938 in Kiel; † 11. April 2023) war ein deutscher Dirigent, Musikpädagoge und Hochschullehrer.

## Leben und Wirken
Wilfried Fischer, Sohn von Ingeborg Fischer, geborener Schrader, und des Fregattenkapitäns Horst Fischer, besuchte bis zu seinem 1957 erhaltenen Abitur das Gymnasium in Heiden, studierte an der Universität Hamburg Musikwissenschaft und Germanistik, außerdem an der Musikhochschule Hamburg Schulmusik und Dirigieren. Sein Staatsexamen in Schulmusik erfolgte 1961. Bis 1966 war er Assistent an der PH Oldenburg. Im Jahr 1966 wurde er an der Universität Hamburg bei dem Musikwissenschaftler Georg von Dadelsen zum Dr. phil. promoviert und begann eine Tätigkeit als Wissenschaftlicher Assistent am Musikwissenschaftlichen Institut der Eberhard-Karls-Universität Tübingen, wo er auch Akademischer Rat wurde und die Collegia Musica leitete. Die Universität Tübingen ernannte ihn 1970 zum Universitätsmusikdirektor. Dieses Amt war seit 1952 unbesetzt geblieben. 1972 wechselte Fischer als Professor für Musikerziehung an die Pädagogische Hochschule Flensburg, 1981 als ordentlicher Professor an die Universität Köln und schließlich 1983 in gleicher Stellung an die Universität Paderborn. Seinen Ruhestand verbrachte der bis dahin in Paderborn-Dahl lebende Fischer in Mössingen und war dort von 2008 bis 2016 Chorleiter vom Liederkranz Talheim 1862 e. V.
Wilfried Fischer war ab 1966 verheiratet mit Adelheid Fischer, geborener Grobeiß, und hatte zwei Kinder (Constane und Sebastian).

## Schriften (Auswahl)
- Möglichkeiten und Grenzen der Rekonstruktion verschollener Instrumentalkonzerte Johann Sebastian Bachs. Dissertation Universität Hamburg 1966.
- Johann Sebastian Bach – Verschollene Solokonzerte in Rekonstruktionen. 1970.
- Musikunterricht Grundschule. 2 Bände. Schott, Mainz 1976 und 1991.
- als Hrsg.: Musikpädagogik und die Sache Musik. Beiträge zur Didaktik des Faches Musik und zum Verständnis seines Gegenstandes (= Wegweiser für die Lehrerfortbildung. Band. 84). Hirt, Kiel 1980, ISBN 3-554-70084-3.
- als Hrsg. mit anderen: Materialien für den Musikunterricht in den Klassen 7 bis 9/10. 1983.
- als Hrsg.: Musikpädagogik und Hochschuldidaktik. Zur Frage der Vermittlungsformen im musikpädagogischen Studium (= Gegenwartsfragen der Musikpädagogik. Band 1). Verlag Die Blaue Eule, Essen 1986, ISBN 3-89206-127-0.
- mit Hans Günther Bastian: Chorleitung. Theorie und Praxis. Gesamtausgabe. Schott, Mainz 2006–2007 (darunter: Handbuch der Chorleitung. 2. Auflage. 2008), ISBN 978-3-7957-5790-8.